# 크리에이터스 인 팩
크리에이터스 인 팩(Creators in Pack Inc., 일본어: 株式会社クリエイターズインパック)은 2013년에 설립된 일본의 애니메이션 제작사이다.

## 작품
- 미리타리!
- 단치가이
- 해커 돌 애니메이션
- 아저씨와 마시멜로
- OZMAFIA!!
- 키이타로 소년의 요괴 그림일기
- 버나드 양 가라사대.
- Bloodivores
- 날조 트랩 -NTR-
- 술은 부부가 된 후에
- 타치바나관 To Lie 앵글